# Wyrd (album)
Wyrd je druhé album od italské heavy-folk-symfonic metalové kapely Elvenking.

## Seznam skladeb
1. "The Losers' Ball" – 1:49
2. "Pathfinders" – 5:22
3. "Jigsaw Puzzle" – 4:17
4. "The Silk Dilemma" – 4:19
5. "Disappearing Sands" – 4:41
6. "Moonchariot" – 6:49
7. "The Perpetual Knot" – 3:03
8. "Another Haven" – 5:06
9. "A Fiery Stride" – 4:59
10. "Midnight Circus" – 5:04
11. "A Poem for the Firmament" – 12:09